# Fontaine Jean Valjean
La fontaine Jean-Valjean est située à Montfermeil, dans le département de la Seine-Saint-Denis.

## Historique
La fontaine Buisson (Léger Buisson, un bourgeois propriétaire, y possédait des terres en 1680), ou fontaine de l'Abîme, devint la fontaine Jean Valjean après la parution des Misérables. Il se pourrait que ce soit à cette fontaine que Cosette vienne chercher de l'eau en pleine nuit.
En 1968, elle fut détruite lors de la construction de la résidence des Perriers, mais elle fut très vite restaurée.